# Hans von Storch

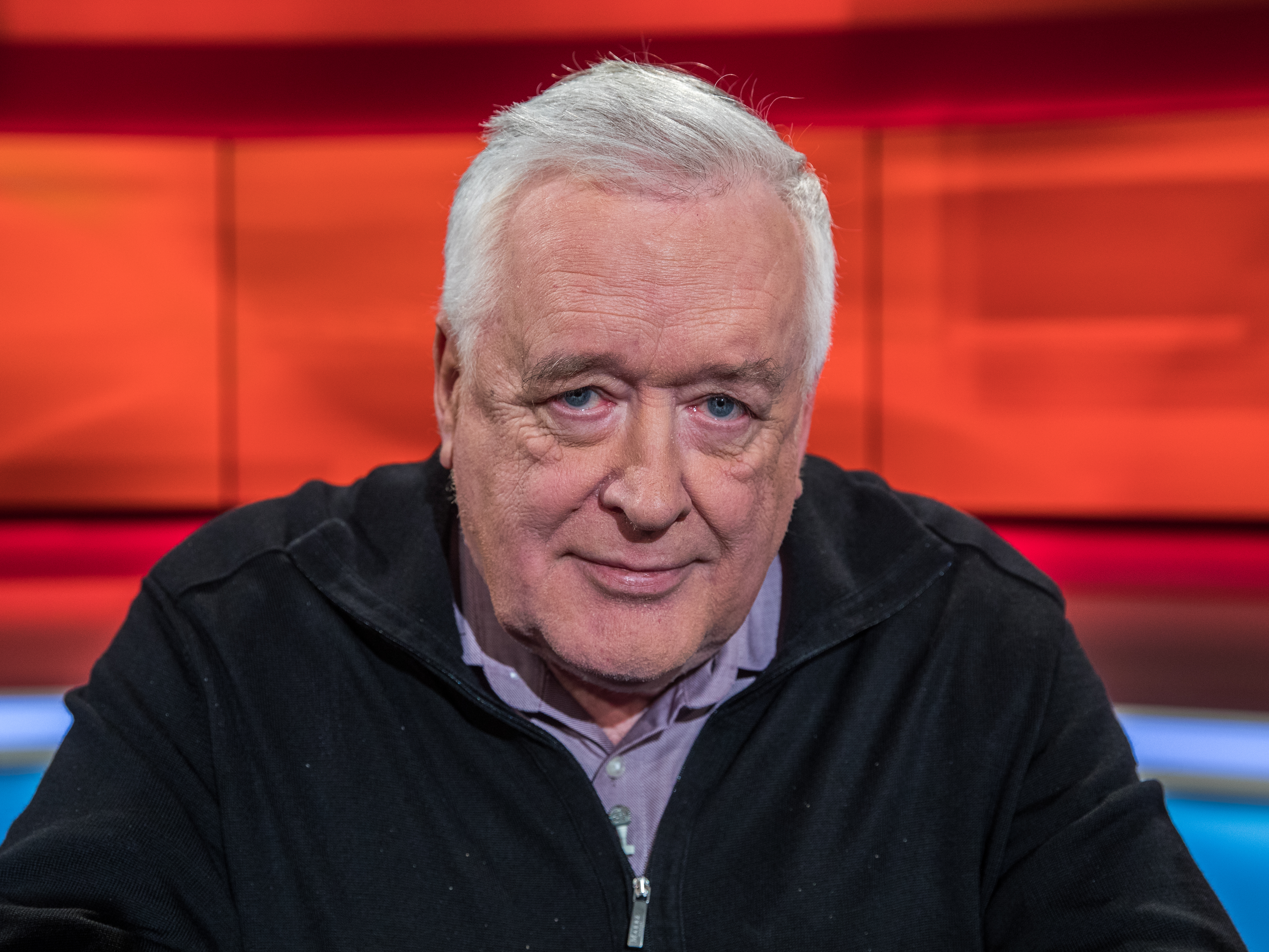
Hans von Storch (2019)

Hans von Storch (* 13. August 1949 in Wyk auf Föhr) ist ein deutscher Klimaforscher und Meteorologe. Er war bis 2015 Professor am Institut für Meteorologie der Universität Hamburg und Leiter des „Instituts für Küstenforschung“ am Helmholtz-Zentrum Geesthacht – Zentrum für Material- und Küstenforschung in Geesthacht.

## Akademischer Werdegang
Von Storch studierte Mathematik, Physik und Dänisch an der Universität Hamburg. 1976 erhielt er sein Diplom in Mathematik, im Jahr 1979 folgte eine Promotion in Meteorologie mit der Dissertation „Numerische Filter zur Dämpfung meteorologischen Lärms in hemisphärischen Modellen“. 1985 habilitierte er sich. Von 1980 bis 1985 arbeitete er am Institut für Meteorologie der Universität Hamburg und zwischen 1986 und 1995 war er Leiter der Gruppe „Statistical Analysis and Modelling“ am Max-Planck-Institut für Meteorologie. Seit 1996 ist er Professor am Institut für Meteorologie der Universität Hamburg und Direktor des „Instituts für Küstenforschung“ des Helmholtz-Zentrums Geesthacht – Zentrum für Material- und Küstenforschung in Geesthacht. 2008 erhielt er die Ehrendoktorwürde der Universität Göteborg. Er ist auswärtiges Mitglied der Polnischen Akademie der Wissenschaften.
Er beschäftigte sich schwerpunktmäßig mit methodischen und statistischen Aspekten der Klimaforschung, insbesondere mit der Modellierung, der Analyse klimatischer Veränderungen, deren regionalen Ausprägungen sowie mit der gesellschaftlichen Rolle der Klimawissenschaft. Er wirkte als Leitautor am dritten und fünften Sachstandsbericht des Weltklimarats (IPCC) mit.

## Position zur globalen Klimaerwärmung
Von Storch hat keinen Zweifel daran, dass es einen hauptsächlich durch Menschen verursachten Klimawandel gibt. Er äußerte 2014, seiner Ansicht nach fehle es der Klimaforschung mitunter an Nachhaltigkeit. Wissenschaftler und wissenschaftliche Institutionen sollten Wissen schaffen. Wenn sie stattdessen mit vereinfachten und dramatisierenden Äußerungen – ähnlich Interessenverbänden – versuchten, eine politische Agenda im Namen des Guten durchzusetzen, würden sie den längerfristigen Erfolg ihrer Arbeit gefährden. Wer etwa Kohlekraftwerke als Todesfabriken bezeichne, riskiere beim Klimawandel einen ähnlichen Glaubwürdigkeitsverlust, wie dieser beim sogenannten Waldsterben nach 1990 stattgefunden habe. Overselling führe zu unmöglichen Zielvorgaben in der Politik, verringere die Aufmerksamkeit der Öffentlichkeit und riskiere Glaubwürdigkeitsverluste der Wissenschaftler durch übertriebene oder nicht zutreffende Voraussagen. Von Storch betonte im Jahre 2009 (ähnlich wie Roger A. Pielke senior und Roger A. Pielke junior) die Wichtigkeit von regionalen Risikoabschätzungen gegenüber globalen Ansätzen. Er äußerte die Befürchtung, durch den „Hype der Klima-Angst“ könnte das Thema künftig nicht mehr als solches ernst genommen werden, sondern für eine allgegenwärtige Regulierung fast aller Lebensbereiche instrumentalisiert werden.
Nach dem Hackerzwischenfall am Klimaforschungszentrum der University of East Anglia 2009 äußerte er sich unter anderem kritisch zum Blog Realclimate. Er bezeichnete es als „Sprachrohr des Kartells, das das Hockeyschläger-Diagramm vertritt, ein modernes Zentralorgan“, in dem kritische Beiträge nicht erwünscht seien. Er selbst führte einen Blog namens „Die Klimazwiebel“.

Am 25. Februar 2013 erschien das Buch Die Klimafalle: Die gefährliche Nähe von Politik und Klimaforschung, das Hans von Storch zusammen mit dem Ethnologen Werner Krauß geschrieben hatte. Das Buch wurde von mehreren Zeitungen besprochen, unter anderem von der Neuen Zürcher Zeitung, der Frankfurter Allgemeinen Zeitung und der Badischen Zeitung. Ulf von Rauchhaupt schrieb in seiner Rezension für die Frankfurter Allgemeine Zeitung, das Buch sei „keine Erbauungslektüre für ‚Klimaskeptiker‘“. Für die Badische Zeitung schrieb Andreas Frey über das Buch: 

„Einer der Hauptvorwürfe der beiden lautet: Viele Klimawissenschaftler seien zu alarmistisch. Sie würden uns einzig den Schrecken der Erderwärmung vor Augen führen, Katastrophenszenarien zeichnen, die Apokalypse beschwören, überhöhen und dramatisieren. ‚Die Kommunikationsstrategie der vergangenen zwei Jahrzehnte bestand im Wesentlichen darin, die möglichen dramatischen Folgen des menschengemachten Klimawandels zu beschreiben‘, sagt Hans von Storch.“

Von Storch äußerte im November 2019, die Bewegung Fridays for Future stelle nur Forderungen, ohne über die Komplexität von deren Umsetzung nachzudenken. Er betonte die Notwendigkeit globaler Anstrengungen zum Erreichen des 1,5-Grad-Ziels. Als wirksamste Methode erachtet er dabei die Entwicklung klimaneutraler und wirtschaftlich günstiger Technik. Den möglichen Beitrag des Einzelnen hält von Storch hingegen für begrenzt. Über symbolische Akte hinaus sei die „beste Anstrengung, die eine deutsche Familie zum Schutz des Klimas machen kann, […] ihre Kinder zu überreden, Ingenieure zu werden.“
Der Medienwissenschaftler Bernhard Pörksen schrieb in einer Analyse der Klima-Berichterstattung des Spiegels über von Storch, dass er „die Politisierung von Forschung kritisiert, aber sie gleichzeitig offensiv betreibt.“ Von Storch hatte in einem Spiegel-Interview 2003 eine Erderwärmung um drei Grad damit veranschaulicht, dass der Hamburger Sommer dann so warm wäre wie heute in Freiburg, und gemeint: „Wir werden das schon wuppen.“ Diese Veranschaulichung sah Pörksen als „von ausgesuchter Provinzialität“ und „verniedlichend“. Der Spiegel hätte, meint Pörksen, den damit gesetzten verharmlosenden Ton in den Folgejahren immer wieder aufgegriffen, auch mit von Storch als Interviewpartner.
Von Storch kritisierte das klimapolitische Programm der AfD und bezeichnete es als „pure Ideologie“. Die AfD zeige eine „erschreckend ahnungslose Haltung“, wenn sie die Klimawissenschaft für falsch erkläre, um die eigene Politik zu begründen.

## Donaldismus
Von Storch war von 1976 bis 1985 Herausgeber der Zeitschrift „Der Hamburger Donaldist“ und 1977 Mitbegründer von D.O.N.A.L.D. (Deutsche Organisation nichtkommerzieller Anhänger des lauteren Donaldismus), die sich mit der Erforschung des (fiktiven) Lebens in Entenhausen beschäftigt. Er ist Ehrenmitglied der Vereinigung. In früheren Jahren beschäftigte er sich auch mit dem Aufbau eines „Duck-Museums“.

## Privates
Hans von Storch entstammt dem vormals im Landkreis Rostock begüterten Adelsgeschlecht von Storch. Er war von 1972 bis 1990 mit Angelika Pfaff verheiratet, mit der er zwei Söhne hat. Seit 1990 ist er mit der Meteorologin Jin-Song von Storch verheiratet.
Beatrix von Storch (AfD) hat 2010 durch Heirat mit seinem Neffen Sven von Storch in die Familie eingeheiratet.
Hans von Storch ist Mitglied der SPD.

## Auszeichnungen
- 2019: Bundesverdienstkreuz 1. Klasse des Verdienstordens der Bundesrepublik Deutschland[19][20]
- Mai 2013: Wahl zum auswärtigen Mitglied der Polnischen Akademie der Wissenschaften
- Oktober 2008: doctor h.c. der Universität Göteborg